# Galaxian
Pour le système d'arcade portant le même nom, voir Galaxian (système d'arcade).
Galaxian est un jeu vidéo de type shoot 'em up de Namco, sorti en 1979 sur borne d'arcade Galaxian. Inspiré de Space Invaders, le jeu a été adapté sur de nombreux ordinateurs personnels et consoles de jeux.

## Système de jeu
Le joueur dirige un vaisseau qui est assailli par des vaisseaux ennemis. Contrairement à Space Invaders, les ennemis ont des vitesses de déplacement respectives variables, et se déplacent par petits groupes.
Il existe aussi une version deux joueurs, où chaque joueur doit détruire le vaisseau de son adversaire en ayant au préalable dégagé le terrain des vaisseaux étrangers.

## Exploitation

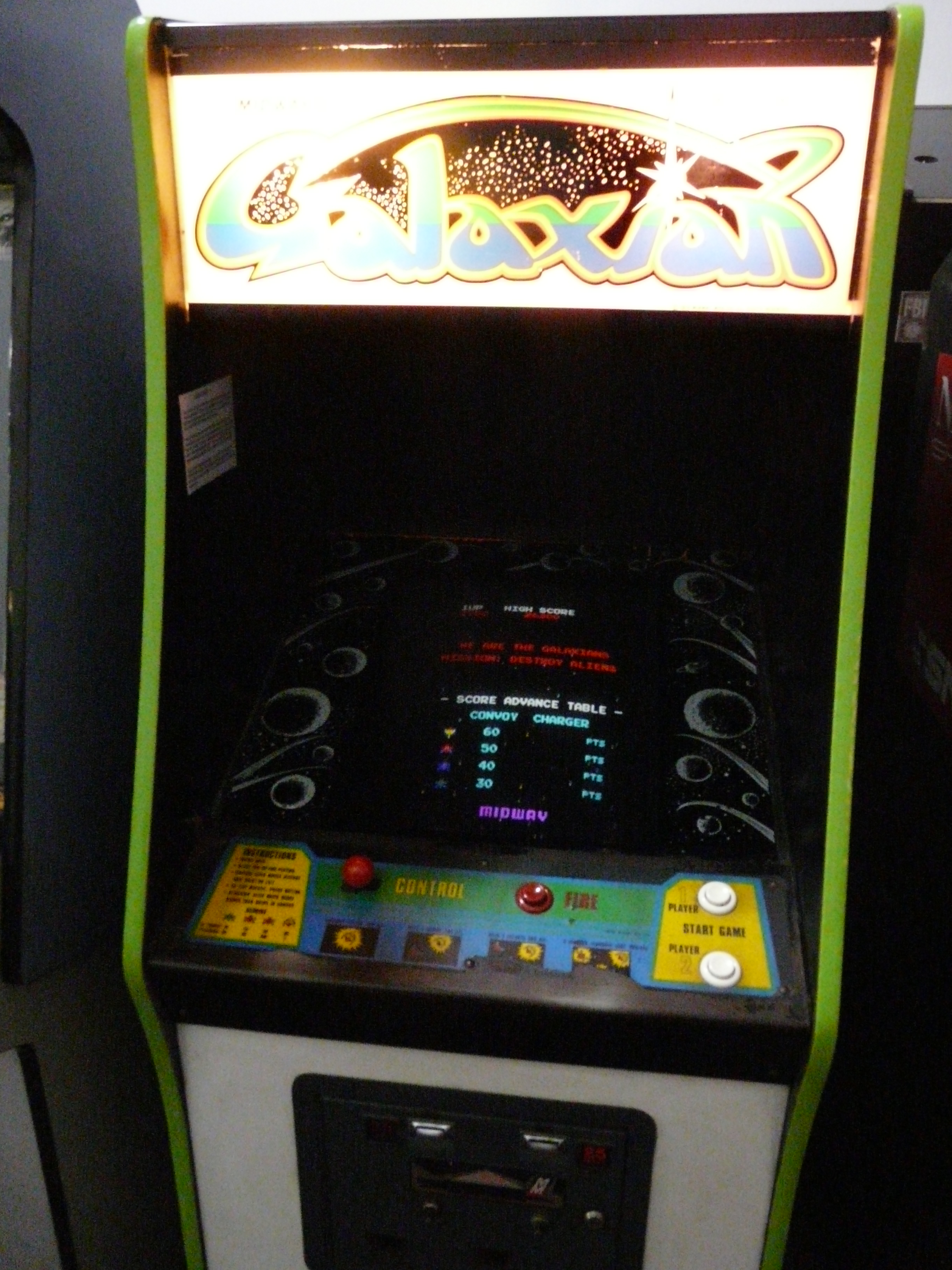
Borne de Galaxian.

Namco a commercialisé la borne d'arcade en octobre 1979 au Japon et Midway a distribué le jeu dès décembre 1979 aux États-Unis.
Le jeu est ensuite sorti sur Atari 2600, Atari 5200, Atari 8-bit, Bally Astrocade, ColecoVision, Commodore 64, Famicom Disk System, Game Boy, MSX, Famicom, Windows 95, Commodore VIC-20 et ZX Spectrum.
Sur certains jeux PlayStation de Namco (Tekken, Ridge Racer), Galaxian est jouable après avoir inséré le CD, pour occuper le joueur pendant les temps de chargement.

## Accueil
Le jeu est l'une des entrées de l'ouvrage Les 1001 jeux vidéo auxquels il faut avoir joué dans sa vie.

## Record
Le record sur borne arcade est détenu par le Britannique Gary Whelan, le 13 août 2004, avec un score de 399 290.